# عیسی الکندری
عیسی احمد الکندری (۱۰ فوریهٔ ۱۹۶۳)؛ سیاستمدار کویتی، معاون نخست‌وزیر و وزیر دولت در امور کابینه و وزیر سابق دولت در امور مجلس ملی در دورهٔ ۱۸ ژوئن ۲۰۲۳ تا ۱۷ ژانویه ۲۰۲۴ و عضو سابق مجلس ملی کویت در دورهٔ ۲۰ ژوئن ۲۰۲۳ تا ۱۵ فوریهٔ ۲۰۲۴ است.
او دارای مدرک دیپلم از مؤسسه بازرگانی است و سابقاً در شرکت هواپیمایی کویت کار می‌کرد. او عضو انجمن روزنامه‌نگاران کویت، انجمن روزنامه‌نگاران عرب، جامعهٔ حقوق بشر، و عضو هیئت مدیرهٔ اتاق بازرگانی و صنعت کویت بوده‌است.